# Euproctis rectifascia
Euproctis rectifascia är en fjärilsart som beskrevs av Collenette. Euproctis rectifascia ingår i släktet Euproctis och familjen tofsspinnare. Inga underarter finns listade i Catalogue of Life.